# Louis François Antoine Curtat
Louis François Antoine Curtat (* 13. November 1801 in Lausanne; † 24. September 1868 ebenda) war ein Schweizer evangelischer Geistlicher, Hochschullehrer und Politiker. 

## Leben

### Familie
Louis François Antoine Curtat war der Sohn des Geistlichen und Politikers Louis Auguste Curtat und dessen Ehefrau Marie Marguerite (geb. Carret); von seinen Geschwistern ist namentlich bekannt:
- Marie Curtat, verheiratet mit dem Politiker François Pidou (* 13. April 1799 in Lausanne; † 1. Juli 1877 ebenda)[1].

Er war verheiratet mit Louise Anne Marie, Tochter des Kaufmanns Charles Emile Mercier; gemeinsam hatten sie eine Tochter.

### Werdegang
Nach seiner Immatrikulation studierte Louis François Antoine Curtat Theologie an der Académie de Lausanne, blieb dann jedoch nach seiner Ordination 1825, anfangs ohne Pfarrstelle in der Waadt und unterrichtete vielleicht an einer Privatschule.
Nachdem zahlreiche Pfarrer 1845 im Kanton Waadt demissioniert waren (siehe auch Geschichte des Kantons Waadt#Die Gründung der Église évangélique libre du Canton de Vaud), erhielt er eine Pfarrei in Lausanne und wurde 1846 an die Akademie Lausanne als Theologieprofessor berufen; in diesem Lehramt blieb er bis 1851.
Von 1852 bis 1855 war er Dekan des Kapitels Lausanne-Vevey.

### Politisches Wirken
Louis François Antoine Curtat war von 1837 bis 1846 im Gemeinderat in Lausanne vertreten und wurde 1861 Abgeordneter des Waadtländer Verfassungrats.

## Mitgliedschaften
- Louis François Antoine Curtat war Mitglied der akadememischen Gesellschaft Académie des inscriptions et belles-lettres.